# Gottfried Ruegenberg

Gottfried Ruegenberg

Gottfried Ruegenberg (* 2. April 1845 in Olpe; † 16. Januar 1909 in Bonn) war ein deutscher Mediziner und Abgeordneter der Zentrumspartei.

## Leben
Er besuchte das Gymnasium Petrinum in Brilon. Danach studierte er Medizin in Bonn, Breslau und Berlin. Während seines Studiums wurde er 1862 Mitglied der Burschenschaft Marchia Bonn. Er wurde zum Dr. med. promoviert Ruegenberg machte den Deutschen Krieg von 1866 und den Deutsch-Französischen Krieg 1870/71 mit. Zwischen 1868 und 1892 amtierte er als Distriktarzt in Kärlich im Kreis Koblenz. Danach praktizierte Ruegenberg in Bonn. Er trug den Ehrentitel eines Geheimen Sanitätsrates.
Ruegenberg gehörte der Zentrumspartei an. Er war von 1899 bis 1908 Mitglied des Preußischen Abgeordnetenhauses. Ab 1903 war er auch Mitglied des Reichstages. Dort vertrat er den Wahlkreis Adenau-Cochem-Zell.